# Amt Dahme/Mark
Das Amt Dahme/Mark, 1992 auch nur Amt Dahme, ist ein 1992 gebildetes Amt im Landkreis Teltow-Fläming des Landes Brandenburg, in dem sich 15 Gemeinden in den damaligen Kreisen Luckau, Luckenwalde und Herzberg zu einem Verwaltungsverbund zusammengeschlossen hatten. Eine weitere Gemeinde wurde durch Verfügung des brandenburgischen Innenministers dem Amt zugeordnet. Nach Eingliederungen und Gemeindezusammenschlüssen verwaltete das Amt Dahme/Mark dann drei Gemeinden. Am 1. Januar 2018 wurde die Eingliederung der bis dato amtsfreien Gemeinde Niederer Fläming in das Amt umgesetzt. Amtssitz ist die Stadt Dahme/Mark.

## Geographische Lage
Das Amt Dahme/Mark liegt im Südosten des brandenburgischen Landkreises Teltow-Fläming. In seiner bisherigen Ausdehnung grenzt es im Norden an die Stadt Baruth/Mark und das Amt Unterspreewald, im Osten an die Stadt Luckau und die amtsfreie Gemeinde Heideblick, im Süden an das Amt Schlieben und die amtsfreie Stadt Schönewalde und im Süden an die sachsen-anhaltischen Stadt Jessen (Elster), der amtsfreien Gemeinde Niedergörsdorf und der Stadt Jüterbog im Westen sowie der amtsfreien Gemeinde Nuthe-Urstromtal im Norden.

## Gemeinden und Ortsteile
Das Amt Dahme/Mark gliedert sich derzeit in:
- Dahme/Mark (Stadt) mit den Ortsteilen Buckow, Dahme/Mark, Gebersdorf, Kemlitz (mit dem bewohnten Gemeindeteil Altsorgefeld), Niebendorf-Heinsdorf, Rosenthal, Schöna-Kolpien, Schwebendorf, Sieb, Wahlsdorf (mit dem bewohnten Gemeindeteil Liepe) und Zagelsdorf
- Dahmetal mit den Ortsteilen Görsdorf (mit den bewohnten Gemeindeteilen Liedekahle und Liebsdorf), Prensdorf und Wildau-Wentdorf
- Ihlow mit den Ortsteilen Bollensdorf, Ihlow, Illmersdorf, Mehlsdorf (mit dem Gemeindeteil Karlsdorf), Niendorf und Rietdorf

- Niederer Fläming mit den Ortsteilen Bärwalde, Borgisdorf, Gräfendorf, Herbersdorf, Hohenahlsdorf, Hohengörsdorf, Hohenseefeld, Höfgen, Körbitz, Kossin, Lichterfelde, Meinsdorf, Nonnendorf, Reinsdorf, Riesdorf, Rinow, Schlenzer, Sernow, Waltersdorf, Weißen, Welsickendorf, Werbig und Wiepersdorf

## Geschichte
Am 22. Mai 1992 erteilte der Minister des Innern des Landes Brandenburg seine Zustimmung zur Bildung des Amtes Dahme. Als Zeitpunkt für das Zustandekommen des Amtes wurde der 25. Mai 1992 festgelegt. Zum Amtssitz wurde die Stadt Dahme/Mark bestimmt. Folgende Gemeinden aus den Kreisen Luckau, Luckenwalde und Herzberg waren zum Zeitpunkt der Bildung darin zusammengeschlossen:
1. Bollensdorf
2. Buckow
3. Gebersdorf
4. Görsdorf
5. Kemlitz
6. Liepe
7. Mehlsdorf
8. Niebendorf-Heinsdorf
9. Niendorf
10. Prensdorf
11. Rietdorf
12. Rosenthal
13. Schöna-Kolpien
14. Wahlsdorf
15. Wildau-Wentdorf

Die Stadt Dahme/Mark war zum Zeitpunkt der Amtsbildung noch nicht in das Amt einbezogen (oder wurde in der obigen Aufzählung vergessen?).
Am 30. November 1992 wurde dem Amt Dahme (Mark) die Gemeinde Illmersdorf (Kreis Jüterbog) zugeordnet. Zum 1. Januar 1995 schlossen sich die Gemeinden Liepe und Wahlsdorf zur neuen Gemeinde Wahlsdorf zusammen.
Zum 31. Dezember 2001 schlossen sich die Gemeinden Görsdorf, Prensdorf und Wildau-Wentdorf zur neuen Gemeinde Dahmetal zusammen. Ebenfalls zum 31. Dezember 2001 schlossen sich die Gemeinden Buckow, Gebersdorf, Kemlitz, Rosenthal und die Stadt Dahme/Mark zur neuen Stadt Dahme/Mark zusammen. Die Gemeinden Bollensdorf, Illmersdorf, Mehlsdorf, Niendorf, Rietdorf (Amt Dahme/Mark) und die Gemeinde Ihlow (Amt Niederer Fläming) schlossen sich zum selben Datum zur neuen Gemeinde Ihlow zusammen. Das Ministerium des Innern des Landes Brandenburg genehmigte am 21. August 2002 die Eingliederung der Gemeinden Schöna-Kolpien und Wahlsdorf in die Stadt Dahme/Mark. Die Eingliederungen wurden jedoch erst zum 26. Oktober 2003 rechtswirksam.
Am 23. Oktober 2003 wurde die Gemeinde Niebendorf-Heinsdorf per Gesetz in die Stadt Dahme/Mark eingegliedert.
Zum 1. Januar 2018 wurde die amtsfreie Gemeinde Niederer Fläming in das Amt Dahme/Mark eingegliedert. Am 6. Juli 2017 stimmte der Dahmer Amtsausschuss dem Vorhaben zu. Später fielen auch die Abstimmungen in den Gemeindevertretungen positiv aus. Schließlich wurde der Vertrag zur Eingliederung am 20. Juli 2017 im Dahmer Rathaussaal unterzeichnet. Der Hauptsitz der Amtsverwaltung ist weiterhin im Dahmer Rathaus angesiedelt, mit einer Außenstelle in Lichterfelde, in der Bereiche wie Einwohnermeldeamt und Standesamt weiterhin dauerhaft angesiedelt sind. Von offizieller Seite heißt es, der Umstrukturierungsprozess werde ungefähr ein Jahr in Anspruch nehmen. Der Schritt wurde erforderlich, da das Amt Dahme/Mark mit seinen aktuell etwa 6500 Einwohnern die vom Land Brandenburg vorgesehene Mindestgrenze für Verwaltungsstrukturen von 8000 Einwohnern unterschreitet.

## Bevölkerungsentwicklung
| Jahr | Einwohner |
| ---- | --------- |
| 1992 | 8 076     |
| 1995 | 7 859     |
| 2000 | 7 394     |
| 2005 | 7 149     |
| 2010 | 6 624     |
| 2015 | 6 266     |

| Jahr | Einwohner |
| ---- | --------- |
| 2020 | 8 989     |
| 2021 | 8 937     |
| 2022 | 9 105     |
| 2023 | 9 050     |
| 2024 | 9 035     |

Gebietsstand des jeweiligen Jahres, Einwohnerzahl: Stand 31. Dezember, ab 2011 auf Basis des Zensus 2011, ab 2022 auf Basis des Zensus 2022
Der Anstieg der Bevölkerungszahl zwischen 2015 und 2020 ist auf die Eingliederung der Gemeinde Niederer Fläming in das Amt im Jahr 2018 zurückzuführen.

## Amtsdirektoren
- 1992–2017: Frank Pätzig
- seit 2018: David Kaluza

Pätzig war am 20. Mai 2016 vom Amtsausschuss zunächst für weitere acht Jahre in seinem Amt bestätigt worden. Die Eingliederung der Gemeinde Niederer Fläming erforderte gemäß der Brandenburgischen Kommunalverfassung eine Neuausschreibung des Postens.
David Kaluza, zuvor Bürgermeister der Gemeinde Niederer Fläming, wurde am 23. September 2017 durch den Amtsausschuss für acht Jahre zu seinem Nachfolger gewählt.

## Verkehr
Durch das Gebiet des Amtes verläuft von Westen nach Osten die Bundesstraße 102 Brandenburg–Luckau sowie teilweise durch die Gemeinde Niederer Fläming in Nord-Süd-Richtung die Bundesstraße 101. Die nächstgelegenen Bahnhöfe sind Drahnsdorf, Luckau-Uckro an der Bahnstrecke Berlin–Dresden und Jüterbog (nicht mehr auf Amtsgebiet) an der Bahnstrecke Berlin–Halle (Anhalter Bahn).